# Valentin Negru
Valentin Marian Negru (* 4. September 1982 in Bukarest) ist ein ehemaliger rumänischer Fußballspieler. Er bestritt insgesamt 242 Spiele in der Liga 1. Im Jahr 2006 gewann er mit Rapid Bukarest den rumänischen Pokal.

## Karriere
Die Karriere von Negru begann bei Sportul Studențesc in seiner Heimatstadt. In der Saison 2000/01 kam er zu seinen ersten Einsätzen in der ersten Mannschaft, die seinerzeit in der zweiten rumänischen Liga, der Divizia B spielte. Am Saisonende stieg er mit seinem Team in die Divizia A auf. Auch hier fungierte er zunächst als Ergänzungsspieler. Erst in der Saison 2002/03 kam er regelmäßig zum Zuge, musste aber wieder den Gang ins Unterhaus antreten. In der Winterpause 2003/04 verließ er Sportul und wechselte zum Lokalrivalen Rapid Bukarest, der um die rumänische Meisterschaft spielte. Bei Rapid wurde er zur Stammkraft im Mittelfeld. Mit dem Pokalsieg 2006 konnte er seinen ersten Titel gewinnen. Im Finale gegen Național Bukarest wurde er in der 67. Minute eingewechselt. In der gleichen Spielzeit zog er mit seinem Team ins Viertelfinale des UEFA-Pokals ein, wo er gegen Steaua Bukarest ausschied. Die Meisterschaft schloss er als Vizemeister – ebenfalls hinter Steaua – ab.
In der Winterpause 2006/07 verließ Negru Rapid und schloss sich Ligakonkurrent Unirea Urziceni an. Dort konnte er sich nicht als Stammspieler behaupten. Mit Unirea schloss er die Spielzeit 2007/08 auf dem fünften Platz ab und qualifizierte sich für den UEFA-Pokal. Anschließend wechselte zu Aufsteiger CS Otopeni. Nach dem Abstieg 2009 zog es ihn zu Ligakonkurrent Politehnica Iași. Auch dieses Engagement endete nach der Spielzeit 2009/10 mit dem Abstieg. Der Aufsteiger FC Victoria Brănești verpflichtete ihn, gab ihn in der Winterpause aber bereits an seinen früheren Klub Sportul Studențesc ab. Die Saison 2010/11 beendete er mit Sportul auf dem letzten Tabellenplatz, der aufgrund des Lizenzentzugs für mehrere andere Klubs dennoch den Klassenverbleib bedeutete. Nachdem er bei Sportul jedoch nur auf sieben Einsätze gekommen war, wechselte er zu Aufsteiger Petrolul Ploiești. Nach dem Klassenerhalt nahm ihn Ligakonkurrent Gaz Metan Mediaș unter Vertrag.
Seit Sommer 2013 spielt Negru wieder für Rapid Bukarest – nach Rapids Zwangsabstieg jedoch in der Liga II. Dort gelang ihm am Ende der Saison 2013/14 der direkte Wiederaufstieg. Anfang 2015 wurde sein Vertrag bei Rapid aufgelöst. Nachdem er keinen neuen Klub mehr gefunden hatte, beendete er seine Laufbahn.

## Erfolge
- Rumänischer Pokalsieger: 2006
- Aufstieg in die Liga 1: 2003, 2014